# Бренем (Техас)
Бренем (англ. Brenham) — місто (англ. city) в США, в окрузі Вашингтон штату Техас. Населення — 17 369 осіб (2020).

## Географія
Бренем розташований за координатами 30°9′29″ пн. ш. 96°23′44″ зх. д. / 30.15806° пн. ш. 96.39556° зх. д. (30.158160, -96.395616).  За даними Бюро перепису населення США в 2010 році місто мало площу 30,83 км², з яких 30,72 км² — суходіл та 0,11 км² — водойми. В 2017 році площа становила 33,34 км², з яких 33,21 км² — суходіл та 0,13 км² — водойми.

## Демографія
Згідно з переписом 2010 року, у місті мешкало 15 716 осіб у 5859 домогосподарствах у складі 3593 родин. Густота населення становила 510 осіб/км².  Було 6377 помешкань (207/км²).
Расовий склад населення:
| - 66,6 % — білих - 23,7 % — чорних або афроамериканців - 1,8 % — азіатів - 0,3 % — корінних американців - 5,8 % — осіб інших рас |

До двох чи більше рас належало 1,7 %. Частка іспаномовних становила 15,3 % від усіх жителів.
За віковим діапазоном населення розподілялося таким чином: 22,1 % — особи молодші 18 років, 60,0 % — особи у віці 18—64 років, 17,9 % — особи у віці 65 років та старші. Медіана віку мешканця становила 36,0 року. На 100 осіб жіночої статі у місті припадало 92,0 чоловіків;  на 100 жінок у віці від 18 років та старших — 87,6 чоловіків також старших 18 років.
Середній дохід на одне домашнє господарство  становив 55 886 доларів США (медіана — 42 975), а середній дохід на одну сім'ю — 65 910 доларів (медіана — 56 835). Медіана доходів становила 41 910 доларів для чоловіків та 26 027 доларів для жінок. За межею бідності перебувало 16,0 % осіб, у тому числі 18,2 % дітей у віці до 18 років та 17,5 % осіб у віці 65 років та старших.
Цивільне працевлаштоване населення становило 6811 осіб. Основні галузі зайнятості: освіта, охорона здоров'я та соціальна допомога — 22,7 %, роздрібна торгівля — 17,2 %, виробництво — 17,2 %.